# Thọ Quang (phường)
Thọ Quang là một phường thuộc quận Sơn Trà, thành phố Đà Nẵng, Việt Nam.

## Địa lý
Phường Thọ Quang có vị trí địa lý:
- Phía đông và phía bắc giáp Biển Đông
- Phía tây giáp phường Nại Hiên Đông và Biển Đông
- Phía nam giáp phường Mân Thái và Biển Đông.

Phường Thọ Quang có diện tích 49,97 km², dân số năm 2023 là 27.179 người, mật độ dân số đạt 543 người/km².
Cảng Tiên Sa thuộc địa bàn của phường Thọ Quang. Phường Thọ Quang nằm trên bán đảo Sơn Trà.

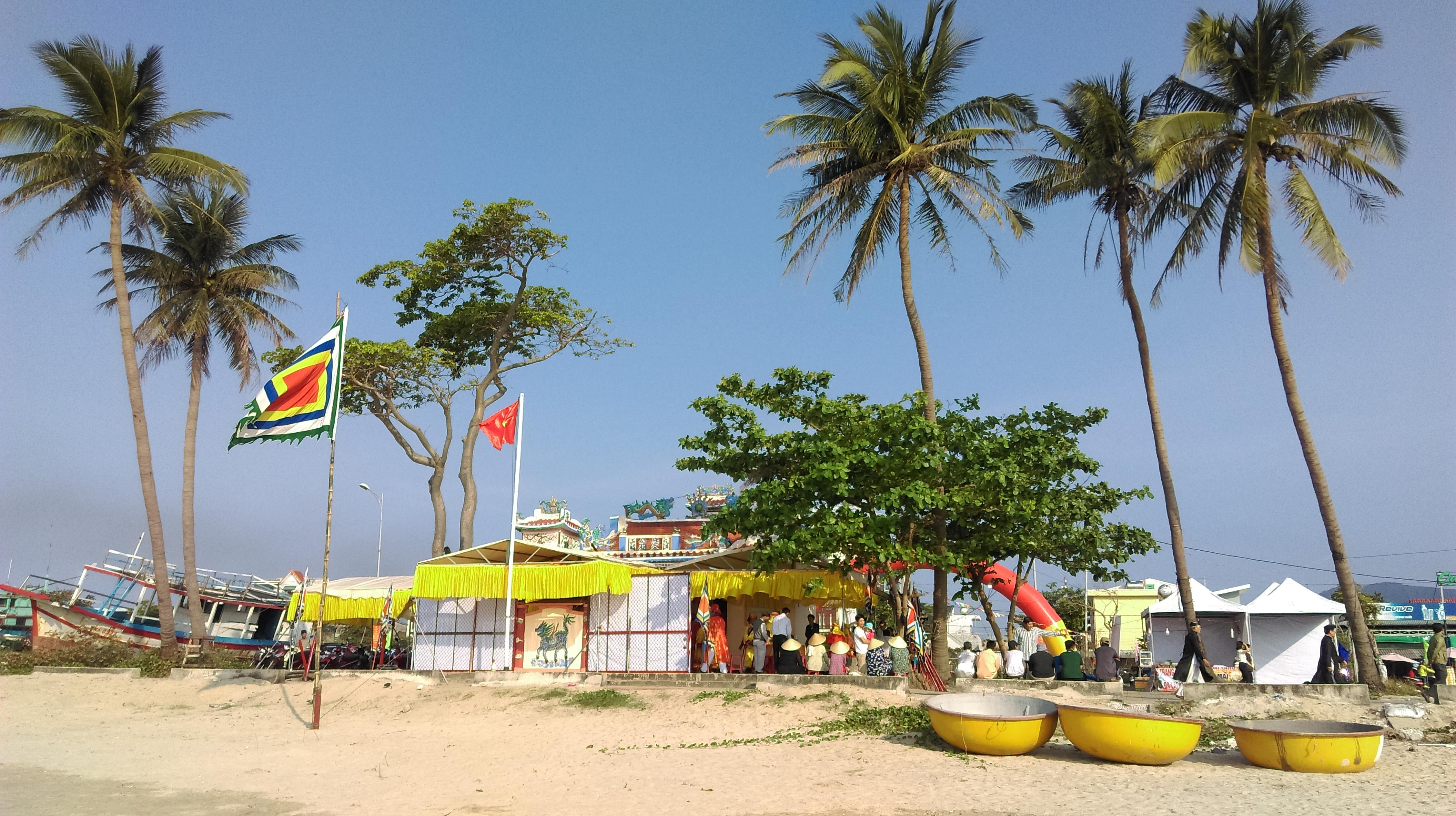
Miếu Ngư ông phường Thọ Quang

## Lịch sử
Ngày 24 tháng 10 năm 2024, Ủy ban Thường vụ Quốc hội ban hành Nghị quyết số 1251/NQ-UBTVQH15 về việc sắp xếp đơn vị hành chính cấp huyện, cấp xã của thành phố Đà Nẵng giai đoạn 2023 – 2025 (nghị quyết có hiệu lực từ ngày 1 tháng 1 năm 2025). Theo đó, điều chỉnh 0,57 km² diện tích tự nhiên và quy mô dân số là 10.004 người của phường Thọ Quang vào phường Mân Thái.
Sau khi điều chỉnh, phường Thọ Quang có 49,97 km² diện tích tự nhiên và quy mô dân số là 27.179 người.